# Alan Mak (homme politique)
Pour les articles homonymes, voir Alan Mak et MAK.
Alan Mak, né le 19 novembre 1983 à York, est un homme politique britannique, membre du Parti conservateur.
Depuis 2015, il est député pour la circonscription de Havant dans le Hampshire. 
Il est la première personne d'origine chinoise Han et asiatique d'Asie à être élue à la Chambre des communes.

## Jeunesse
Mak est né à Leeds, Yorkshire de l'Ouest, de parents chinois de la province du Guangdong,, et fréquente la Queen Anne Comprehensive School, York jusqu'à l'âge de 13 ans, avant d'aller à St École Peter's, York. Il étudie le droit à Peterhouse, Cambridge. Il a ensuite exercé la profession d'avocat auprès de Clifford Chance.
Mak est nommé Diplômé de l'année par Realworld en 2005. En 2010, il est récompensé par le prix du jeune avocat de la ville de l'année dans les prix 30 under 30 du magazine Square Mile en 2010.

## Carrière parlementaire
Il est choisi comme candidat du Parti conservateur pour Havant pour les élections générales de 2015. Sa sélection a rencontré une opposition considérable de la part des membres conservateurs sur le site de base ConservativeHome, accusé d'incompétence et de son "parachutage" en tant que candidat de la liste A sans lien local avec le siège sûr. La Havant Conservative Association a répondu à ces commentaires en soulignant que seulement 20 des 96 candidats pour la liste restreinte ont un lien local.
Pendant la campagne électorale, le candidat rival de l'UKIP a allégué que Mak avait falsifié son CV, présenté à l'Association conservatrice locale lors de la primaire ouverte au cours de laquelle il avait été sélectionné comme candidat conservateur pour Havant. Il aurait falsifié les mentions du Daily Telegraph et du Conservative Home, exagéré son succès commercial et déformé sa performance électorale aux élections de 2014 du Tower Hamlets London Borough Council.
Il est élu député de Havant lors des élections générales de 2015. Il est la première personne d'origine chinoise à être élue à la Chambre des communes. Cependant, il n'est pas à l'aise d'être défini uniquement par son identité ethnique et a rejeté l'idée que son élection en tant que député rehausserait le profil des Asiatiques britanniques. Dans une interview avec le South China Morning Post il a dit : « Si le CFC et chinois du parti travailliste pensent que je vais représenter tous les chinois, thaïlandais, vietnamiens et coréens et il y a beaucoup dans ma circonscription, ils sont trompés. Je ne représente pas la population chinoise de la Grande-Bretagne. Je défends le peuple de Havant et mon pays". À la suite de son élection, il s'est déclaré préoccupé par l'attention portée à son appartenance ethnique, et à sa percée politique, par les médias internationaux et les groupes chinois chinois.
En juin 2015, Patrick Kidd a écrit dans le Times que Mak avait acquis une réputation «d'autopromotion» auprès de ses collègues parlementaires et «se mettait au nez» Il a également été rapporté dans The Spectator que Mak a été empêché par des députés conservateurs de s'asseoir dans son "endroit préféré" derrière David Cameron aux questions du Premier ministre, ce que Mak espérait pour permettre "une brève apparition à la télévision".
Bien qu'il se soit positionné comme eurosceptique lors du processus de sélection de leur futur candidat au Parlement par la Havant Conservative Association et écrit avant les élections de 2015, "nous ne devrions pas avoir peur de quitter [l'UE]" Mak annonce en février 2016 qu'il ferait campagne pour rester dans l'UE lors du référendum sur l'adhésion à l'UE de juin 2016. Cette décision est critiquée par les membres du parti local comme un « demi-tour » politique.
Il devient sous-secrétaire d'État à l'Industrie le 26 mars 2024 dans le gouvernement Sunak. Le 4 juillet 2024, il est réélu député avec seulement 92 voix d'avance sur son opposante travailliste lors des élections générales.